# Cerkiew Narodzenia Bogurodzicy w Trzcianie
Cerkiew Narodzenia Bogurodzicy w Trzcianie – dawna filialna cerkiew greckokatolicka, wzniesiona w drugiej połowie XVIII wieku w Trzcianie.
Po 1947 przejęta i użytkowana jako rzymskokatolicki kościół filialny Chrystusa Króla parafii w Trzcianie-Zawadce.
Obiekt wpisany w 1985 do rejestru zabytków.

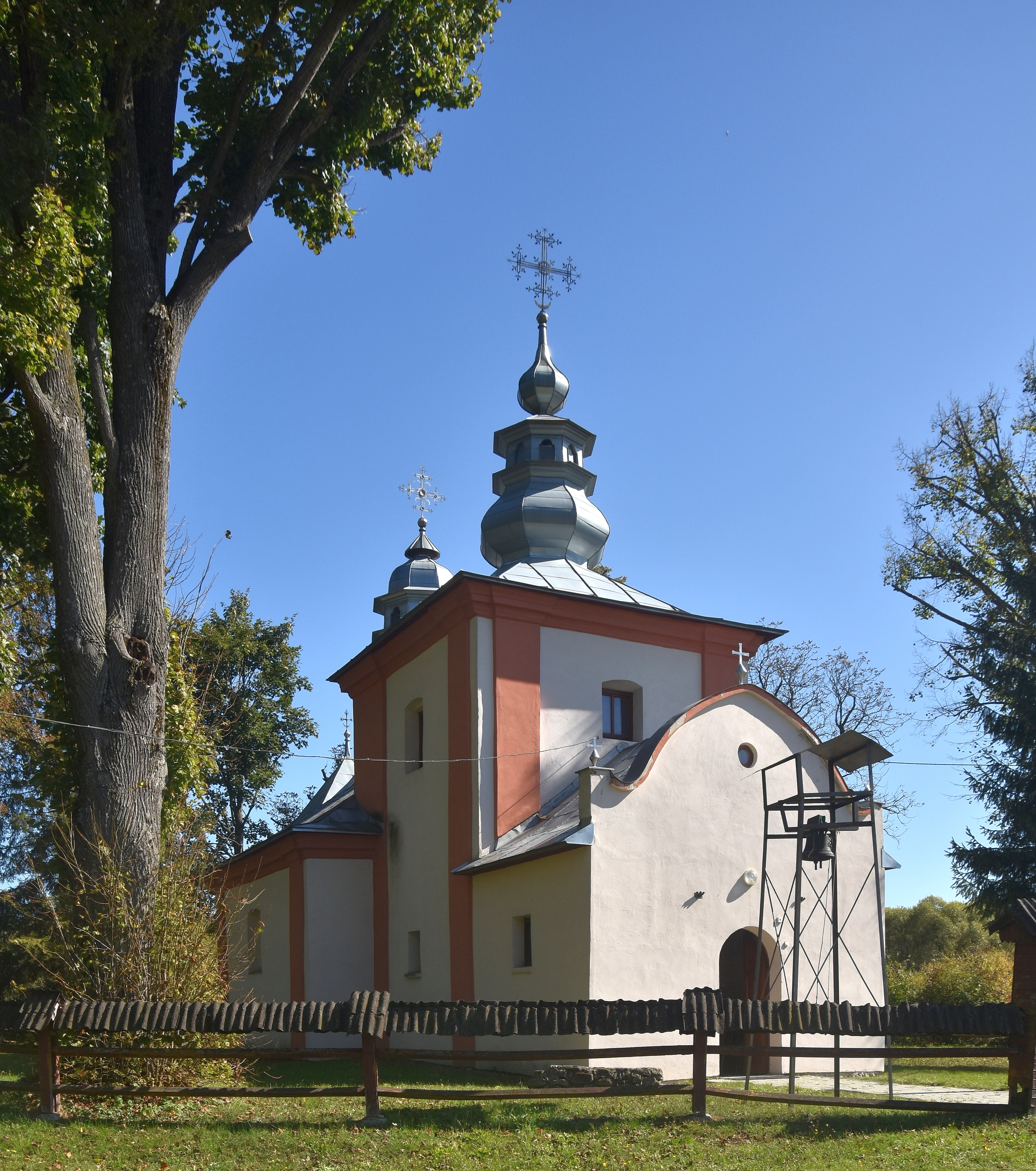
Elewacja północna
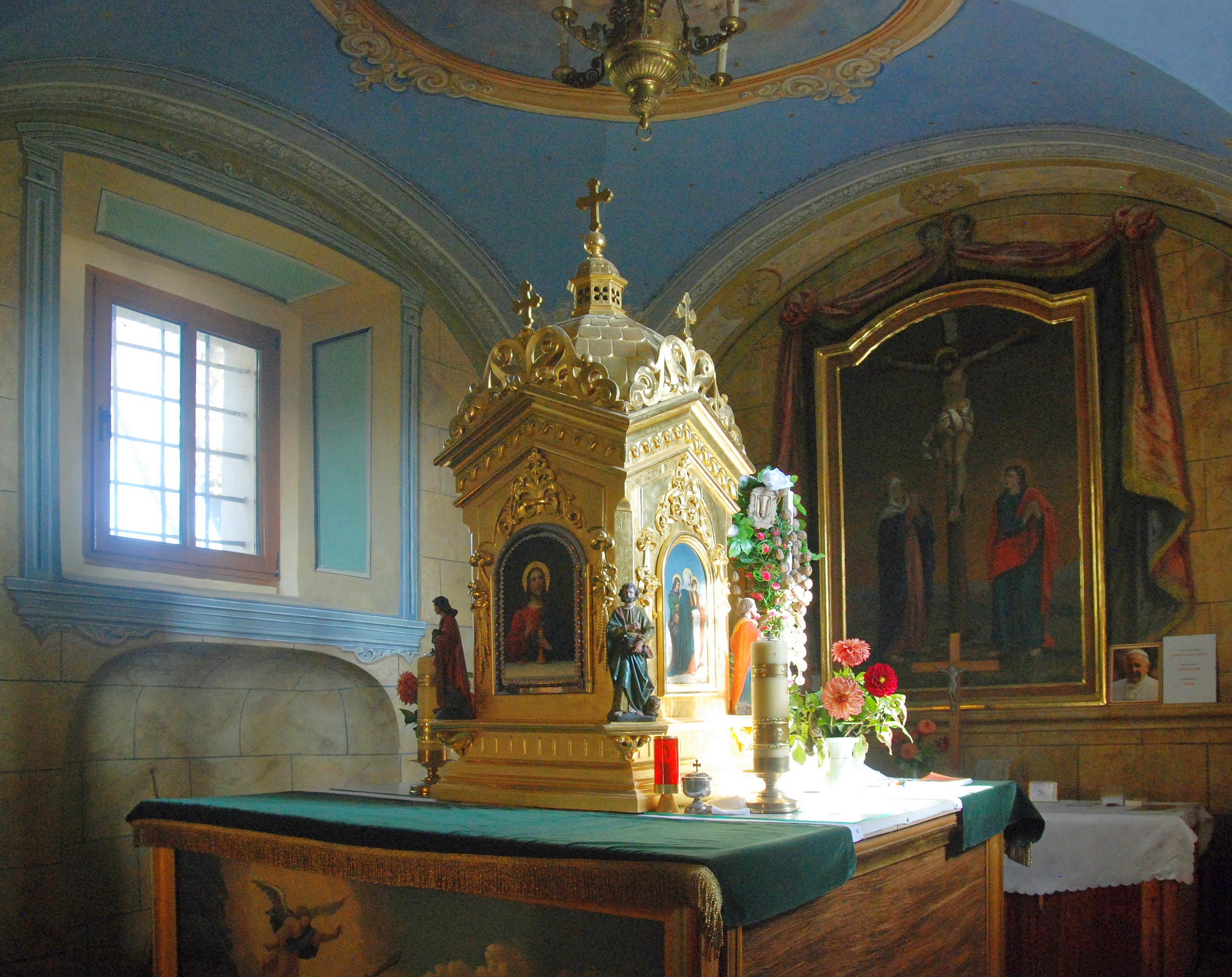
Tabernakulum na mensie ołtarzowej
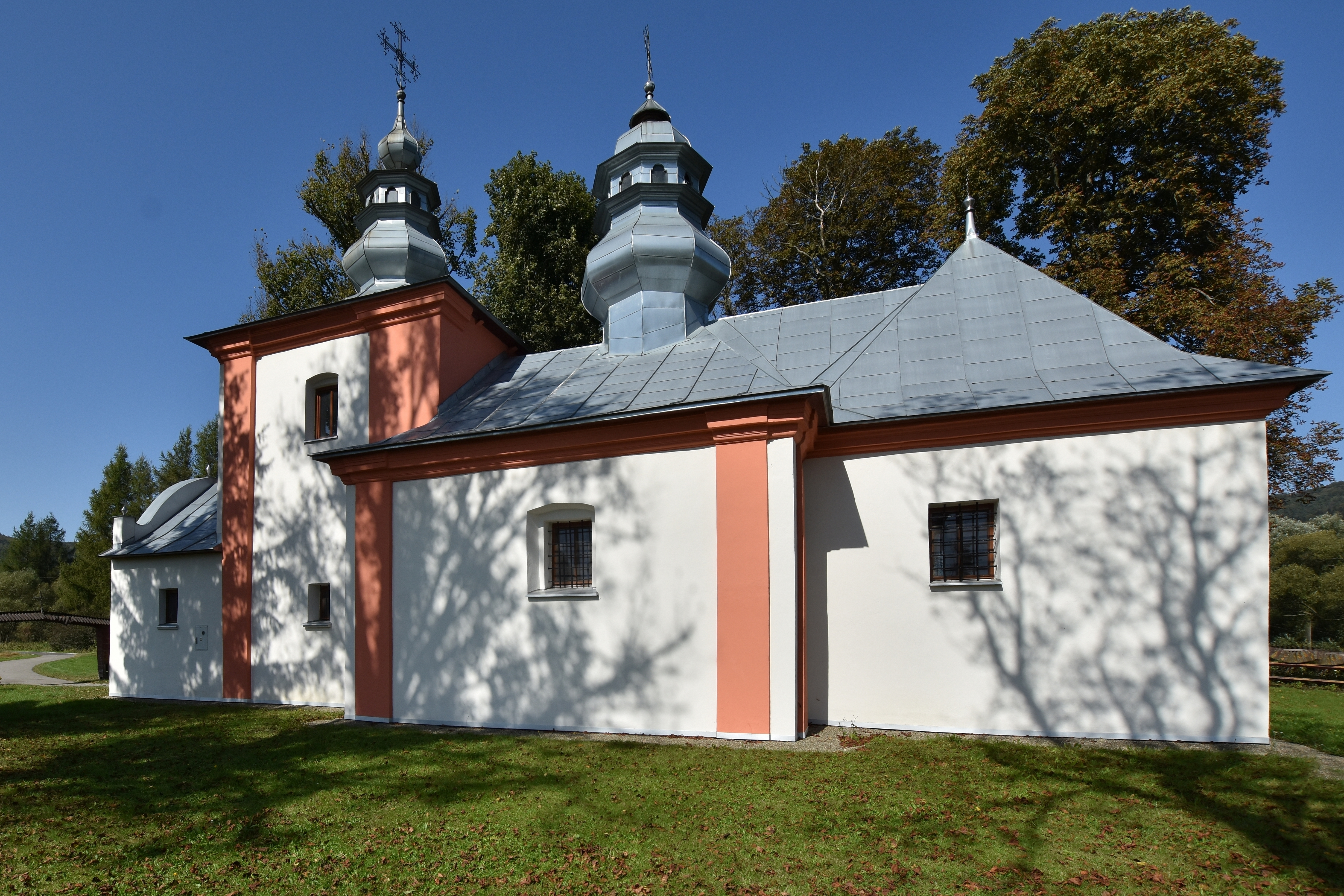
Elewacja południowa